# Zalew Pniowiec

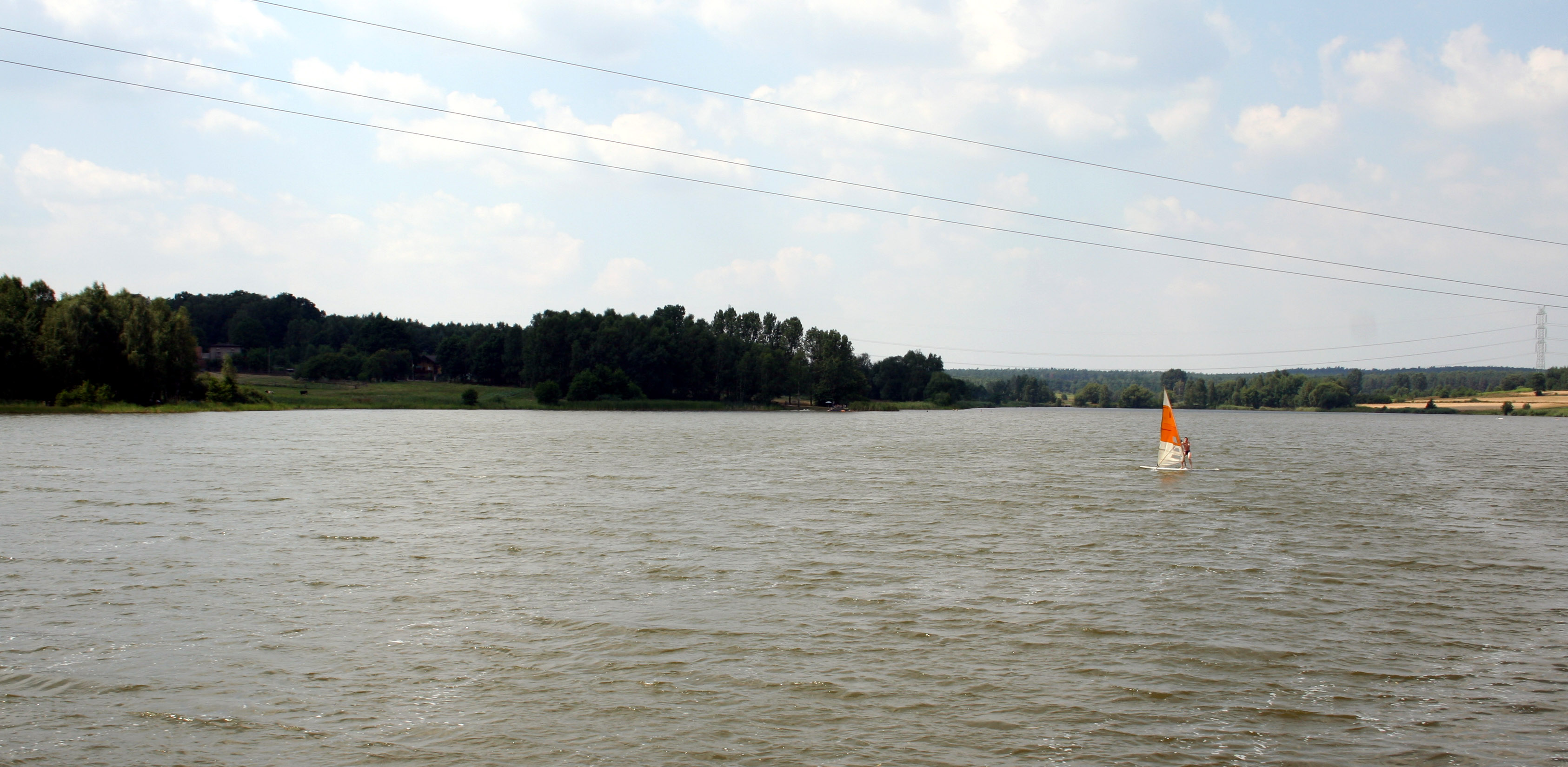
Zalew Pniowiec

Zalew Pniowiec – zbiornik wodny położony w Rybniku w dzielnicy Chwałęcice. 
Zbiornik powstał w 1972 roku i jest północno-zachodnim zalewem Jeziora Rybnickiego. Oddzielony jest od jeziora drogą wojewódzką 920 (ulica Rudzka) łączącą Rybnik z Rudami.

## Sport
Na części zbiornika wydzielono kąpielisko, które otwarto 16 czerwca 2018 roku. Plaża ma 50 metrów szerokości i jest patrolowana przez ratowników w sezonie. Dookoła zalewu powstała ścieżka pieszo-rowerowa.